# Nature Valley International 2018 - Qualificazioni singolare femminile
Le qualificazioni del singolare del Nature Valley International 2018 sono state un torneo di tennis preliminare per accedere alla fase finale della manifestazione. Le vincitrici dell'ultimo turno sono entrate di diritto nel tabellone principale. In caso di ritiro di una o più giocatrici aventi diritto a queste sono subentrate le lucky loser, ossia le giocatrici che hanno perso nell'ultimo turno ma che avevano una classifica più alta rispetto alle altre partecipanti che avevano comunque perso nel turno finale.

## Teste di serie
1. Yulia Putintseva (qualificata)
2. Bernarda Pera (ultimo turno)
3. Kristýna Plíšková (qualificata)
4. Taylor Townsend (primo turno)
5. Lara Arruabarrena (primo turno)
6. Sachia Vickery (ultimo turno, lucky loser)

1. Kateryna Bondarenko (qualificata)
2. Christina McHale (ultimo turno)
3. Kurumi Nara (qualificata)
4. Natalia Vikhlyantseva (qualificata)
5. Arantxa Rus (ultimo turno)
6. Verónica Cepede Royg (primo turno)

## Qualificate
1. Yulia Putintseva
2. Andrea Sestini Hlaváčková
3. Kristýna Plíšková

1. Kateryna Bondarenko
2. Natalia Vikhlyantseva
3. Kurumi Nara

### Lucky loser
1. Sachia Vickery

## Tabellone

### Legenda
| - Q = Qualificato - WC = Wild card - LL = Lucky loser | - ALT = Alternate - SE = Special Exempt - PR = Protected Ranking | - w/o = Walkover - r = Ritirato - d = Squalificato |

### Sezione 1
|  | 1º turno | 1º turno           | 1º turno           | 1º turno | 1º turno |  |  | 2º turno | 2º turno         | 2º turno         | 2º turno | 2º turno |  |
|  |          |                    |                    |          |          |  |  |          |                  |                  |          |          |  |
|  |          |                    |                    |          |          |  |  | 1        | Yulia Putintseva | Yulia Putintseva | 6        | 6        |  |
|  |          | Gabriela Dabrowski | Gabriela Dabrowski | 2        | 4        |  |  |          | Christina McHale | Christina McHale | 4        | 4        |  |
|  | 8        | Christina McHale   | Christina McHale   | 6        | 6        |  |  |          |                  |                  |          |          |  |

### Sezione 2
|  | 1º turno | 1º turno                  | 1º turno                  | 1º turno | 1º turno |  |  | 2º turno | 2º turno                  | 2º turno | 2º turno | 2º turno |  |
|  |          |                           |                           |          |          |  |  |          |                           |          |          |          |  |
|  |          |                           |                           |          |          |  |  | 2        | Bernarda Pera             | 6        | 1        | 0        |  |
|  |          | Andrea Sestini Hlaváčková | Andrea Sestini Hlaváčková | 6        | 7        |  |  |          | Andrea Sestini Hlaváčková | 3        | 6        | 6        |  |
|  | 12       | Verónica Cepede Royg      | Verónica Cepede Royg      | 2        | 5        |  |  |          |                           |          |          |          |  |

### Sezione 3
|  | 1º turno | 1º turno          | 1º turno          | 1º turno | 1º turno |  |  | 2º turno | 2º turno          | 2º turno          | 2º turno | 2º turno |  |
|  |          |                   |                   |          |          |  |  |          |                   |                   |          |          |  |
|  |          |                   |                   |          |          |  |  | 3        | Kristýna Plíšková | Kristýna Plíšková | 7        | 7        |  |
|  |          | Alla Kudryavtseva | Alla Kudryavtseva | 2        | 2        |  |  |          | Arantxa Rus       | Arantxa Rus       | 62       | 5        |  |
|  | 11       | Arantxa Rus       | Arantxa Rus       | 6        | 6        |  |  |          |                   |                   |          |          |  |

### Sezione 4
|  | 1º turno | 1º turno            | 1º turno            | 1º turno | 1º turno |  |  | 2º turno            | 2º turno            | 2º turno            | 2º turno | 2º turno |  |
|  |          |                     |                     |          |          |  |  |                     |                     |                     |          |          |  |
|  | 4        | Taylor Townsend     | 4                   | 7        | 64       |  |  |                     |                     |                     |          |          |  |
|  |          | Ana Konjuh          | 6                   | 65       | 7        |  |  | Ana Konjuh          | Ana Konjuh          | Ana Konjuh          | 2        | 2        |  |
|  | WC       | Eden Silva          | Eden Silva          | 3        | 2        |  |  | Kateryna Bondarenko | Kateryna Bondarenko | Kateryna Bondarenko | 6        | 6        |  |
|  | 7        | Kateryna Bondarenko | Kateryna Bondarenko | 6        | 6        |  |  |                     |                     |                     |          |          |  |

### Sezione 5
|  | 1º turno | 1º turno              | 1º turno              | 1º turno | 1º turno |  |  | 2º turno              | 2º turno              | 2º turno              | 2º turno | 2º turno |  |
|  |          |                       |                       |          |          |  |  |                       |                       |                       |          |          |  |
|  | 5        | Lara Arruabarrena     | Lara Arruabarrena     | 2        | 2        |  |  |                       |                       |                       |          |          |  |
|  |          | Katy Dunne            | Katy Dunne            | 6        | 6        |  |  | Katy Dunne            | Katy Dunne            | Katy Dunne            | 1        | 2        |  |
|  |          | Naomi Broady          | Naomi Broady          | 3        | 3        |  |  | Natalia Vikhlyantseva | Natalia Vikhlyantseva | Natalia Vikhlyantseva | 6        | 6        |  |
|  | 10       | Natalia Vikhlyantseva | Natalia Vikhlyantseva | 6        | 6        |  |  |                       |                       |                       |          |          |  |

### Sezione 6
|  | 1º turno | 1º turno         | 1º turno         | 1º turno | 1º turno |  |  | 2º turno       | 2º turno       | 2º turno       | 2º turno | 2º turno |  |
|  |          |                  |                  |          |          |  |  |                |                |                |          |          |  |
|  | 6        | Sachia Vickery   | Sachia Vickery   | 7        | 7        |  |  |                |                |                |          |          |  |
|  |          | Naiktha Bains    | Naiktha Bains    | 65       | 6(1)     |  |  | Sachia Vickery | Sachia Vickery | Sachia Vickery | 2        | 4        |  |
|  |          | Kimberly Birrell | Kimberly Birrell | 4        | 4        |  |  | Kurumi Nara    | Kurumi Nara    | Kurumi Nara    | 6        | 6        |  |
|  | 9        | Kurumi Nara      | Kurumi Nara      | 6        | 6        |  |  |                |                |                |          |          |  |